# سهره گلی سینایی
سهره گلی سینایی (نام علمی: Carpodacus synoicus) یکی از گونه‌های سهرگان راستین (Fringillidae) است. نر دارای صورت و سینه صورتی با پیشانی و تاج سفید است و ماده در کل قهوه‌ای مایل به خاکستری کم‌رنگ با شکمی مایل به سفید است. در شبه جزیره سینا و منطقه نقب در خاورمیانه، در مرزهای مصر، اسرائیل، اردن و عربستان سعودی یافت می‌شود. زیستگاه طبیعی آن بیابان‌های گرم است. سهره گلی کم‌رنگ گاهی به عنوان یک زیرگونه در نظر گرفته می‌شود. این پرنده ملی اردن است.